# Jiří Víšek
Jiří Víšek (20. prosince 1960 Prostějov – 17. dubna 2022 Brno) byl český a moravský fotograf a pedagog fotografie.

## Život
Narodil se v Prostějově, kde vyrůstal se svými rodiči a o pět let starším bratrem. V letech 1976–1980 vystudoval Střední uměleckoprůmyslovou školu (SUPŠ) v Brně, obor Užitá fotografie. Od roku 1981 pokračoval ve studiu na Katedře umělecké fotografie FAMU Praha, které dokončil v roce 1986 s červeným diplomem. Jeho ročníkovými spolužáky byli pozdější představitelé tzv. Slovenské nové vlny (Tono Stano, Miro Švolík, Vasil Stanko, Rudo Prekop, Peter Župník...).   
V roce 1991 se oženil s Helenou (narozena 1971) a narodila se mu dcera Anežka, která je dnes provdána a žije v USA. Manželství skončilo rozvodem v roce 1996. Později byla jeho dlouholetou partnerkou Ilona Rojková.    
Víšek pracoval jako pedagog v různých městech jako např. Praha, Brno, Jihlava, Zlín a Uherské Hradiště. Převážnou část života působil v Brně.

### Pedagogická kariéra
Po studiích pracoval rok v Pressfoto Praha. Od roku 1988 byl zaměstnán jako odborný pedagog fotografie na SUPŠ v Brně (dnes Střední škola umění a designu), kde studoval. Po jistou dobu zde byl také vedoucím oboru fotografie. Jiří Víšek dále působil v letech 1992–1994 jako lektor na FaVU v Brně, kde vyučoval předmět Základy fotografie. V letech 1995–1998 vyučoval jako externista na Katedře fotografie FAMU v Praze. Ve Zlíně působil od roku 1988 na IRTMK (dnes UTB) až do roku 1999. Ve stejný rok začal vyučovat jako odborný pedagog na SUPŠ v Uherském hradišti, kde působil do roku 2003. Poté v letech 2003–2005 vyučoval základy fotografie na Střední umělecké škole grafické (SUŠG) v Jihlavě. Od roku 2005 působil jako lektor na Fakultě informatiky Masarykovy univerzity v Ateliéru grafického designu a multimédií, kde přednášel předměty Fotografie I, II, III a Historické proměny fotografie a vedl závěrečné práce studentů.

## Volná tvorba
Na konci středoškolského studia vznikl soubor patnácti fotografií objektů v městské krajině (Prostějov, Brno, Praha).
Od konce vysokoškolského studia se zabýval vytvářením souboru osobitě koncipovaných fotografických portrétů osobností kulturního života převážně z Brna, jsou to např. Jan Skácel, Gustav Brom, Karla Mahenová, Jan Lauschmann, Vilém Reichmann, Dalibor Chatrný, Miloslav Sonny Halas, Petr Oslzlý a další. Tyto inscenované portréty, v nichž autor osobnostem vkládá do rukou různé volně asociované významové atributy, vycházejí z fotografické poetiky generace studentů a absolventů FAMU 80. let, z nichž proslula zejména tzv. Slovenská nová vlna a kde se zračí hravé prvky surrealismu a dadaismu. 
V roce 2007 vyšla publikace "Po městě, jež je mi souzeno: Brněnská zákoutí v poezii", kde je soubor poezie ilustrován fotografiemi pěti brněnských fotografů, mezi nimi i Jiřího Víška.

## Výstavy
Vystavoval na patnácti samostatných výstavách, např. 2010 – Bratislava, Stredoevrópsky dom fotografie. Účastnil se dvaceti kolektivních výstav např. 2005 – Praha, Městská knihovna, Česká fotografie 20. století.

## Publikace
- Jiří Víšek: Základy fotografie 1, Masarykova Univerzita, Univerzita třetího věku, Brno 2010 ISBN 978-80-210-5323-6
- Jiří Víšek: Základy fotografie – plenér, Grindlagen der Fotografie – Plenair, Masarykova Univerzita, Univerzita třetího věku, Brno 2011, ISBN 978-80-210-5529-2
- Jiří Víšek: Ve světle lamp. DIGIfoto, Brno: Mladá fronta a.s., roč. 8, 04/2011, ods. 110–117, 8 s. ISSN 1214-1887. 2011.